# Lavogne
Pour les articles homonymes, voir Lavagne.
Une lavogne, ou lavagne, est une petite dépression aménagée par l'Homme sur les causses (« plateaux calcaires ») pour collecter l'eau de pluie et abreuver le bétail, voire lui-même à une époque plus ancienne. Appelées sotchs ou dolines, ces excavations naturelles ont été étanchéifiées par un tapis d'argile destiné à capter et à retenir les eaux de ruissellement, puis pavées de pierres calcaires afin que les onglons des brebis ne percent pas la couche d'argile. Les lavognes étant essentiellement alimentées par les eaux de pluie et de ruissellement, leur niveau varie en fonction des saisons.

## Étymologie et origine
Le terme résulte d'une francisation du terme occitan [laβaɲo] (lavanha en graphie normalisée occitane, lobógno en graphie mistralienne).
Au Ier siècle av. J.-C., Marcus Terentius Varro préconisait déjà ce mode de construction dans les régions dépourvues d'eau.

## Galerie

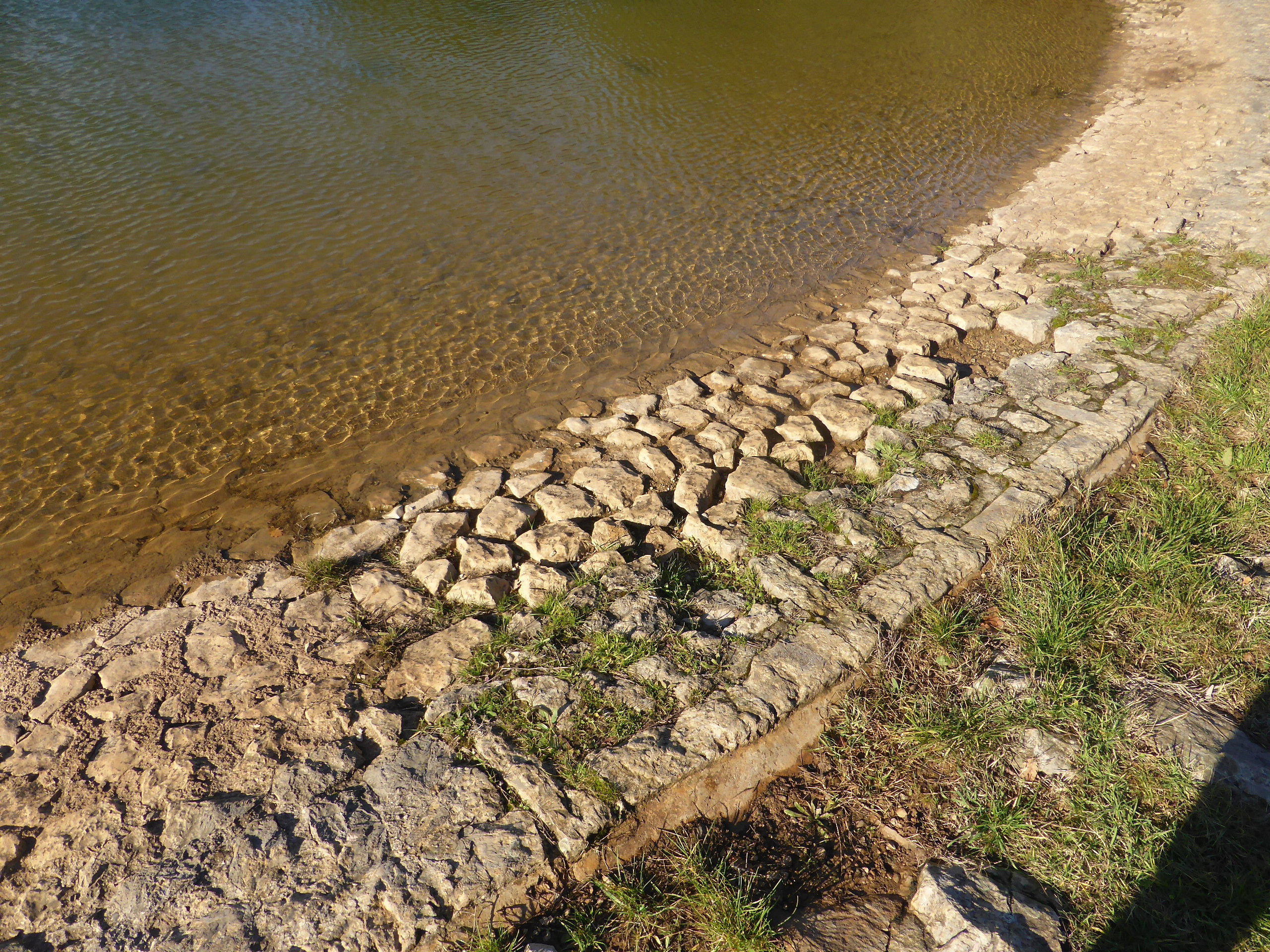
Détail du pavement d'une lavogne.
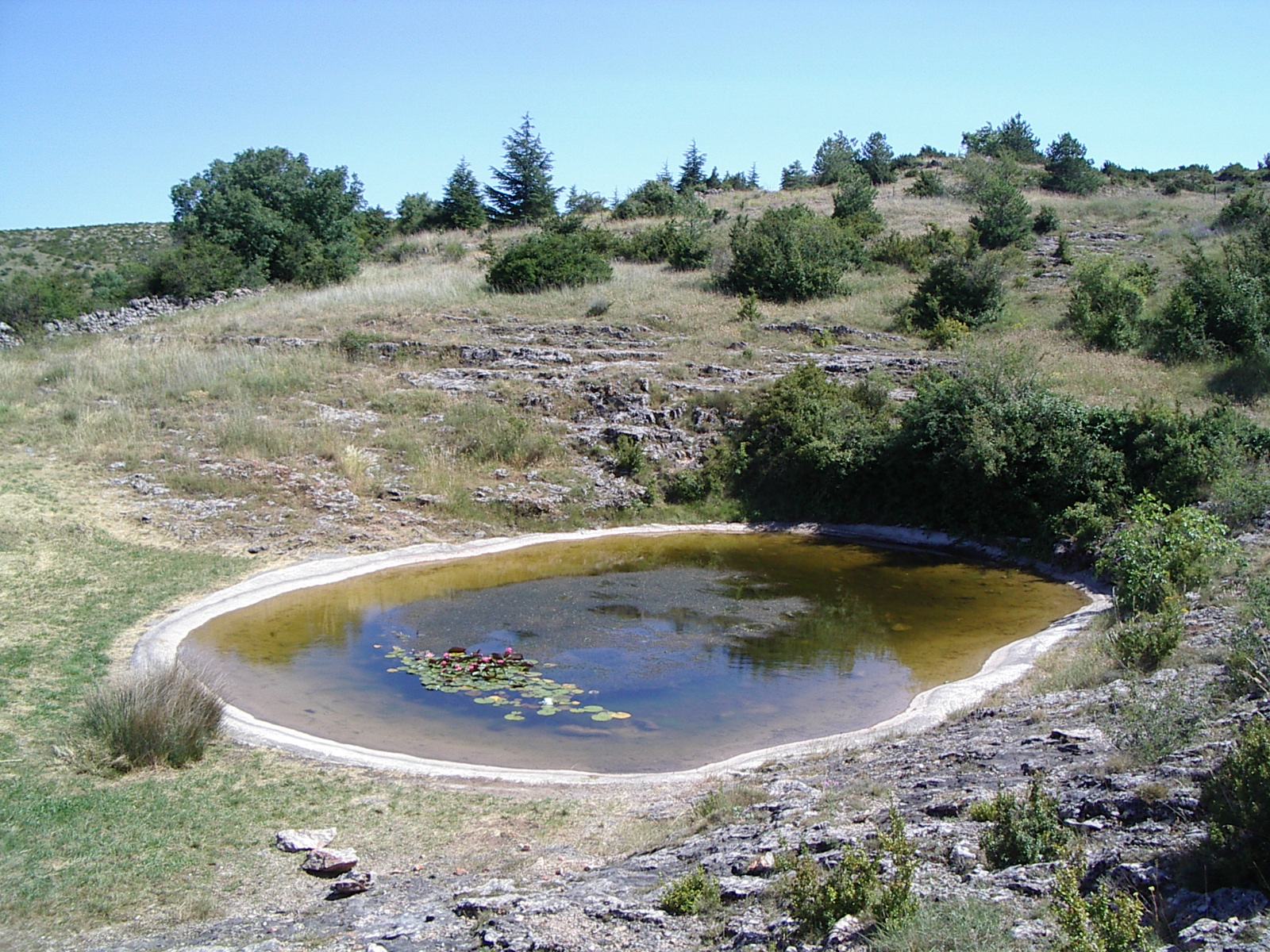
Lavogne sur le causse de Blandas.
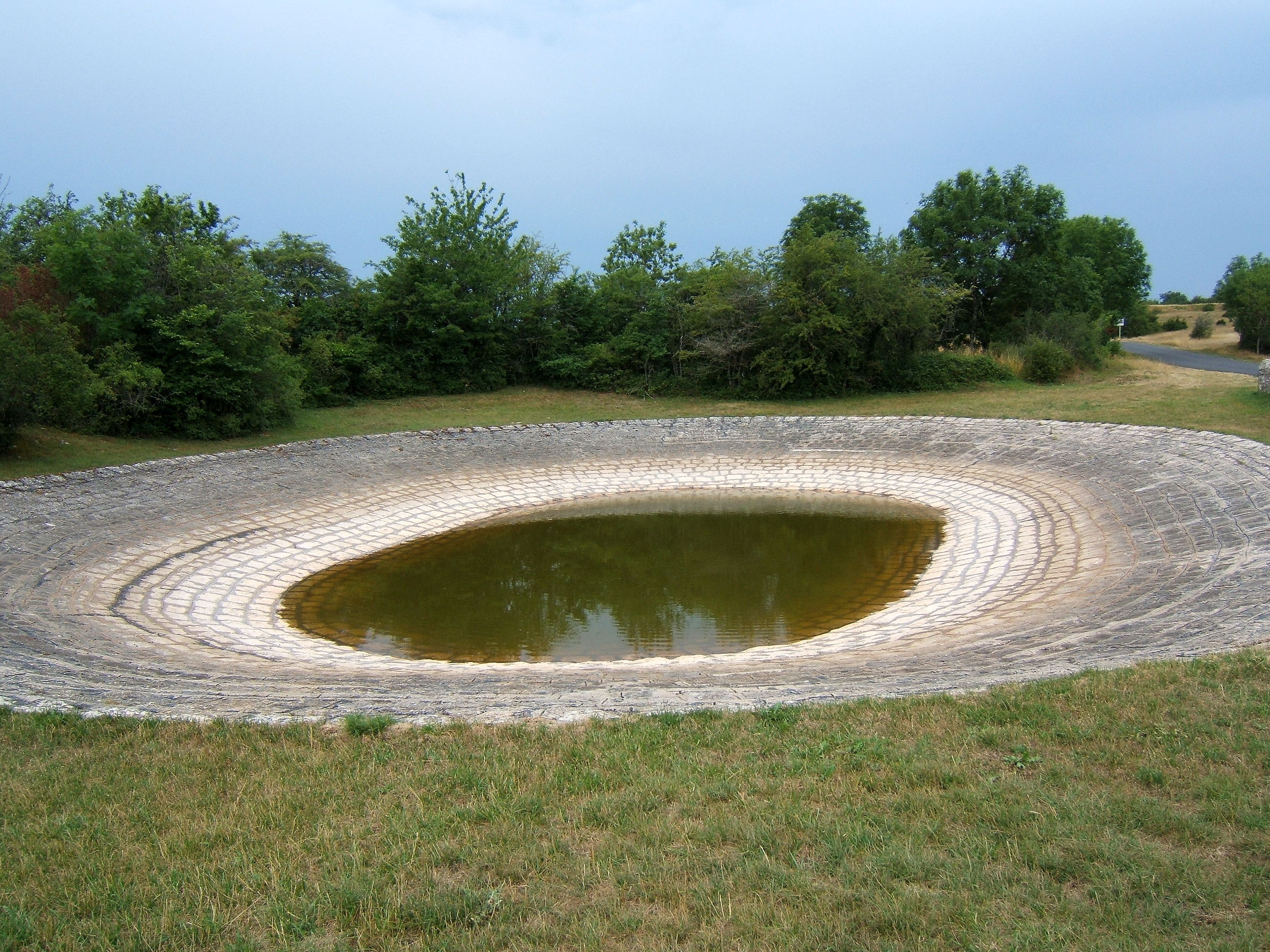
Lavogne sur le causse du Larzac.
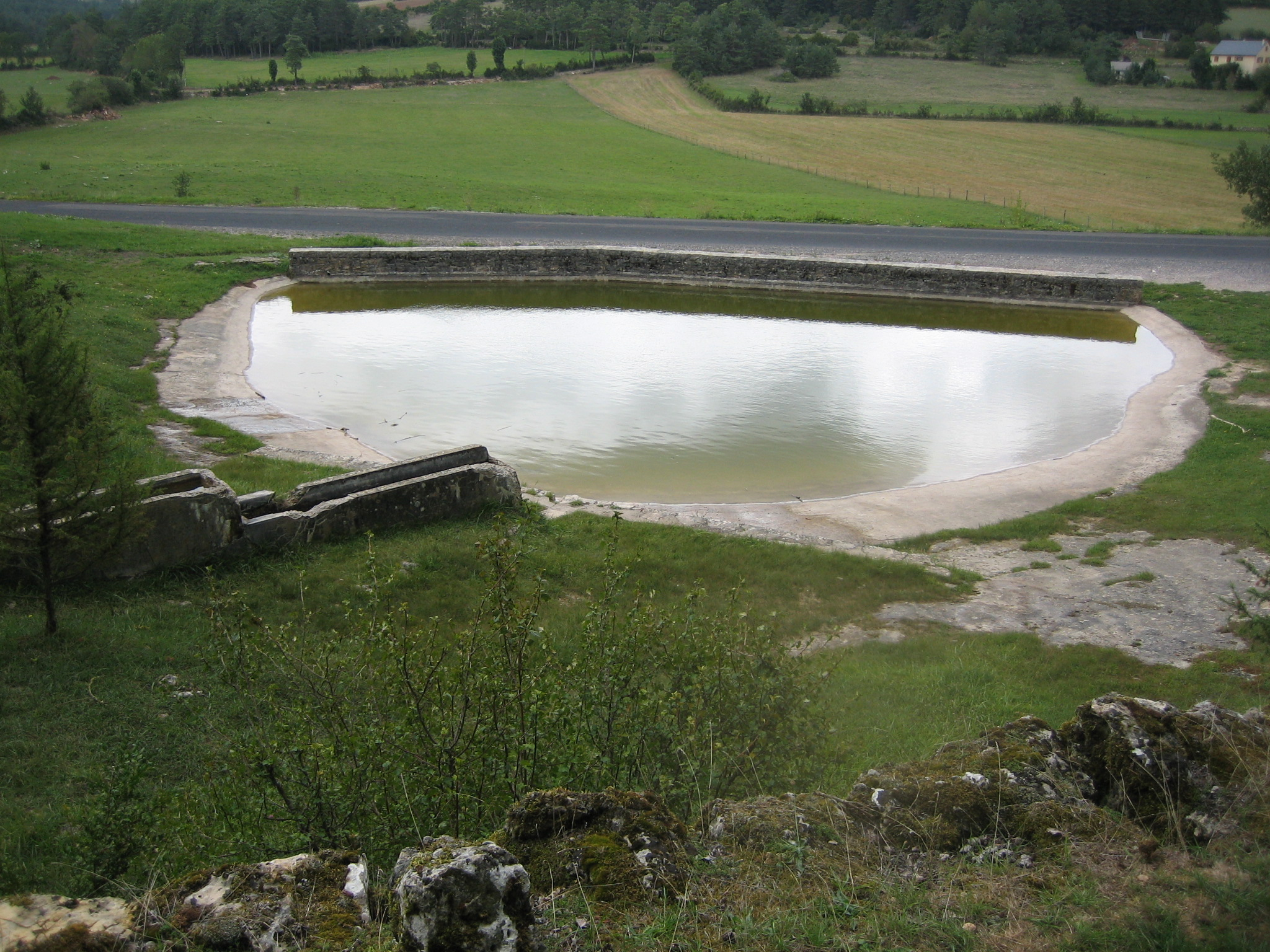
Lavogne sur le causse de Sauveterre.
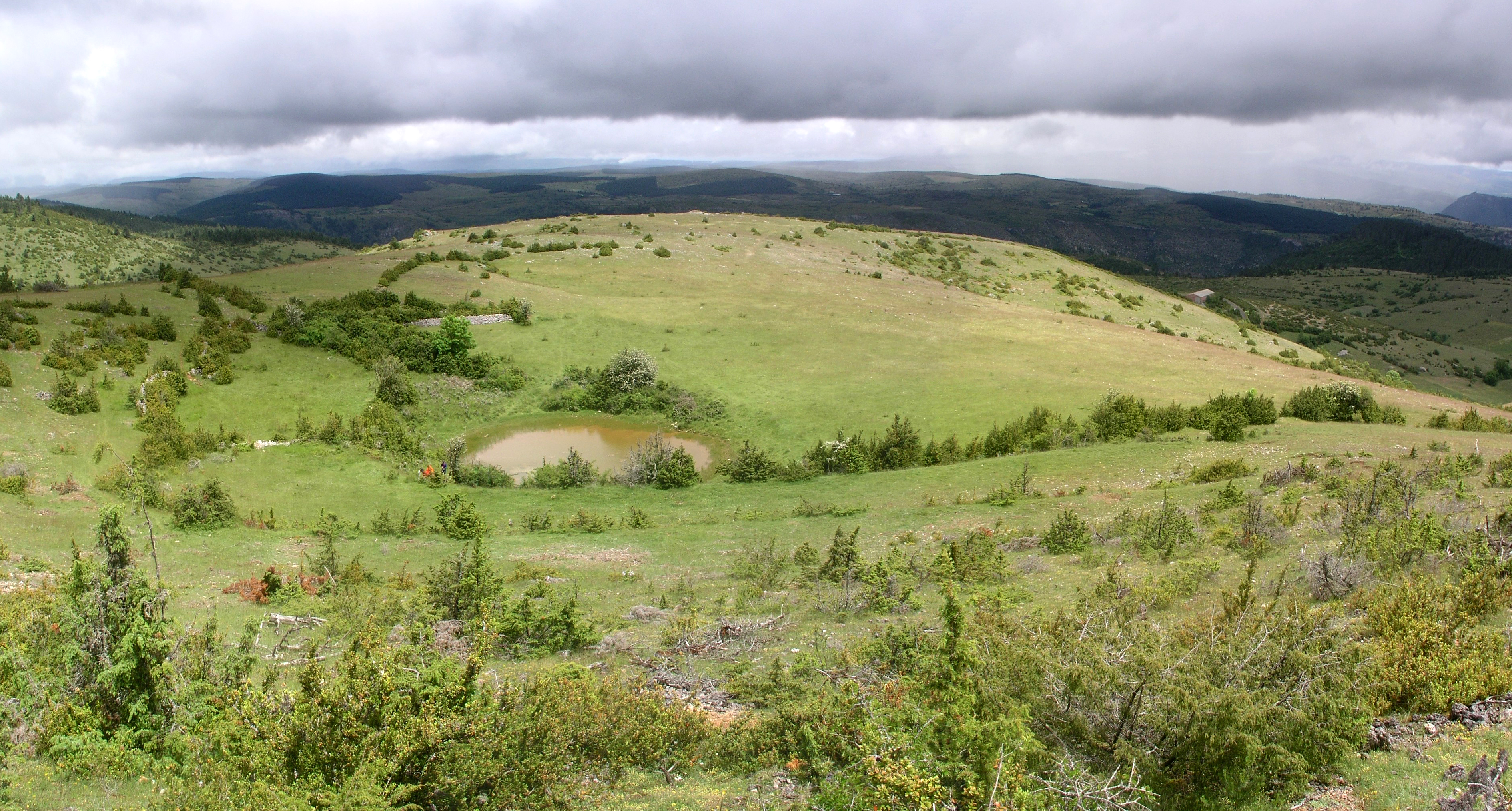
Lavogne sur le causse Méjean en juin.
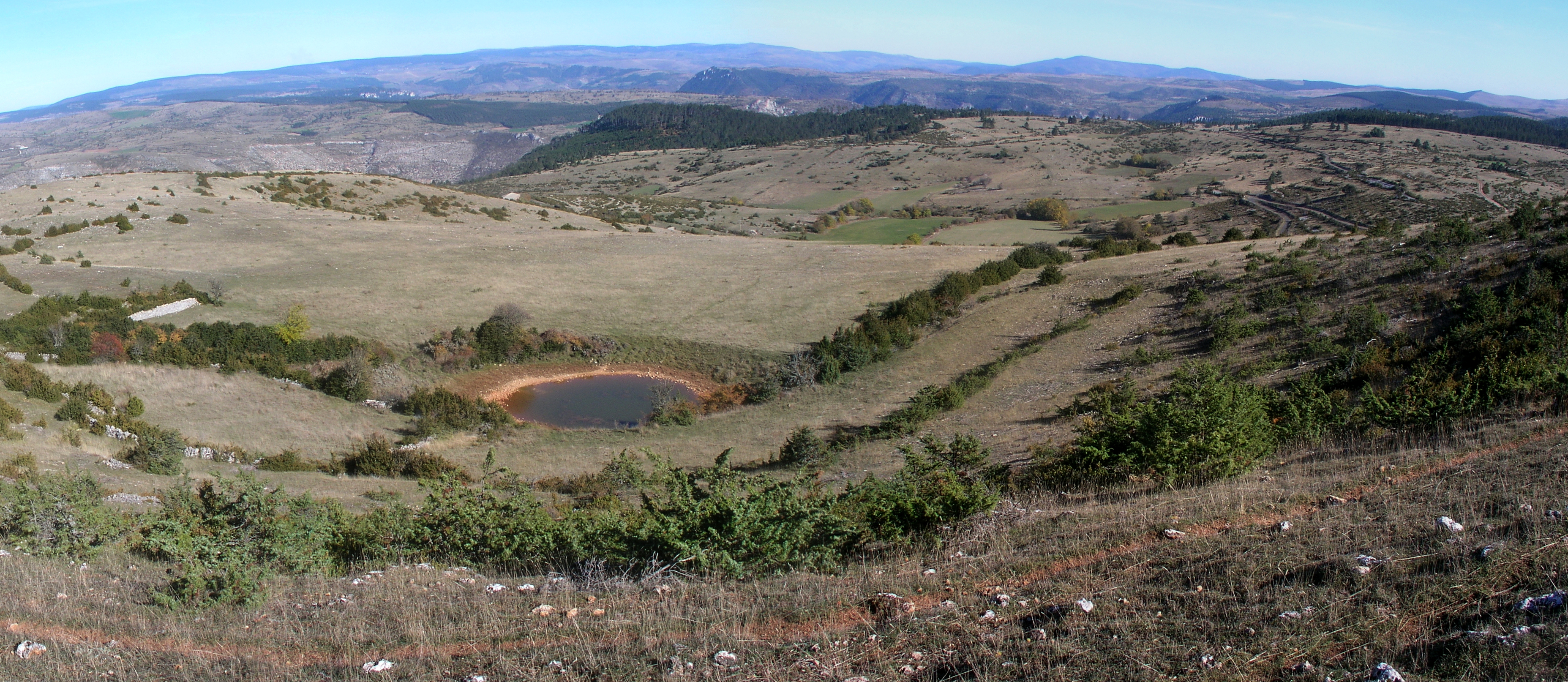
Lavogne sur le causse Méjean en octobre.